# Alliance des démocrates et des libéraux pour l'Europe
Pour les articles homonymes, voir ALDE.
Cet article concerne le groupe parlementaire. Pour parti politique européen, voir Parti de l'Alliance des libéraux et des démocrates pour l'Europe.
L'Alliance des démocrates et des libéraux pour l’Europe (ADLE) est un ancien groupe politique du Parlement européen qui a fusionné dans Renew Europe en 2019. 
ADLE rassemble, de juillet 2004 à juillet 2019, deux partis politiques européens : le Parti de l'Alliance des libéraux et des démocrates pour l'Europe (ALDE, auparavant Parti européen des libéraux, démocrates et réformateurs, ELDR) et le Parti démocrate européen (PDE). Comptant en juin 2019, 69 députés issus de 22 États membres de l’Union européenne, c’était le quatrième groupe politique le plus important au sein du Parlement européen, avant sa transformation en Renew Europe. Son président, depuis le 30 juin 2009 jusqu'à 2019, est le Belge Guy Verhofstadt. L’ADLE est également représentée dans le Comité européen des régions, l’Assemblée parlementaire du Conseil de l'Europe et l’Assemblée parlementaire de l’OTAN. Successeur du groupe du Parti européen des libéraux, démocrates et réformateurs (ELDR) ayant existé sous plusieurs noms de 1953 à 2004, le groupe se transforme en Renew Europe, après les élections européennes de 2019 avec l'adjonction de partis rejetant certaines connotations de l'étiquette « libérale ».

## ALDE au Parlement européen

### Noms successifs
- 1953 : création du groupe des Libéraux et apparentés (LIB)
- 1976 : devient groupe Libéral et démocratique (LD)
- 1985 : devient groupe Libéral, démocratique et réformateur (LDR)
- 1994 : devient groupe du Parti européen des libéraux, démocrates et réformateurs (ELDR)
- 2004 : devient l'Alliance des démocrates et des libéraux pour l'Europe (ADLE), à l'occasion de l'élargissement de l'Union européenne et de l'alliance du parti ELDR avec le nouveau Parti démocrate européen, autour de l'UDF française et de La Marguerite italienne.
  - 2012 : le parti associé ELDR se renomme Parti de l'Alliance des libéraux et des démocrates pour l'Europe (ALDE)
- 2019 : à la suite des élections de mai 2019, il devient Renew Europe[3].

### Historique
Le groupe inclut la Libéraux, démocrates et réformateurs (ELDR) et ses partis nationaux affiliés, d'orientation libérale, centriste ou agrarienne (en).
Son prédécesseur, était le Groupe des libéraux et de leurs alliés, créé le 23 juin 1953. Le nom fut changé en 1976 pour groupe des libéraux et de démocrates (LD), puis le 13 décembre 1985 en groupe des libéraux, démocrates et réformateurs (LDR), l'ajout de « réformateur » étant une concession faite au parti social-démocrate du Portugal qui ne se reconnaissait pas « libéral ».
Le groupe fut un partenaire du groupe PPE (droite conservatrice) avec lequel il forma une majorité lors de la cinquième législature (1999-2004) ; c'est à cette période qu'il fit élire le seul président du parlement issu de ses rangs, Pat Cox durant la seconde moitié de la législature,.
À la suite des élections européennes de 2004, le groupe ELDR s'étend et se renomme en Alliance des démocrates et des libéraux pour l'Europe (ALDE).
Lors d’une réunion qui s’est tenue à Bruxelles le 13 juillet 2004, le groupe parlementaire libéral et démocratique du Parti européen des libéraux, démocrates et réformateurs a approuvé la recommandation d’unir dans un groupe nouveau, héritier du précédent groupe ELDR, les députés européens du Parti démocrate européen, fondé par l’UDF de François Bayrou, et les députés du Parti du travail lituanien et ceux du parti italien La Marguerite. En dehors du Parlement européen, les deux partis politiques européens restent des partis séparés. À son origine, le groupe comptait 88 membres.
Au cours de sa réunion inaugurale qui s’est tenue immédiatement après celle de l’ELDR, le groupe ALDE-ADLE a élu son président en la personne de Graham Watson, député européen pour le Parti libéral-démocrate britannique. Le groupe a également adopté un « Programme pour l’Europe » qui comprend 10 points.

### Programme
L'ADLE regroupe à la fois les parlementaires européens libéraux de l'ELDR et les parlementaires européens centristes du PDE. Ces deux familles se retrouvent sur un certain nombre de sujets (fédéralisme, défense des minorités, culture du dialogue) mais divergent sur d'autres (doctrine économique, questions de société).
Les deux partis se sont engagés sur un programme en dix points pour la législature 2004-2009 :
1. Promouvoir la paix dans le cadre d’une Union de type fédéral
2. Faire de l’UE un acteur mondial en réduisant l’écart entre sa dimension économique et sa dimension politique
3. Ouvrir et démocratiser l’Union européenne
4. Garantir les droits fondamentaux de tous les citoyens européens
5. Promouvoir l’éducation à tous les niveaux
6. Renforcer la gouvernance économique après l’introduction de l’euro
7. Éliminer les fraudes et la bureaucratie inutile
8. Faire de l’Europe le chef de file mondial de la protection de l’environnement
9. Rendre la mondialisation positive pour tous
10. Garantir pleinement la reconnaissance et l’amélioration du rôle des régions européennes

## Partis
| Pays        | Parti                                       | Années               |
| ----------- | ------------------------------------------- | -------------------- |
| Belgique    | Parti de la liberté et du progrès           | 1979–1992            |
| Belgique    | Parti réformateur libéral                   | 1979–2002            |
| Belgique    | Open Vlaamse Liberalen en Democraten        | 1992–2004            |
| Belgique    | Fédéralistes Démocrates Francophones        | 1994–1999            |
| Belgique    | Mouvement réformateur                       | 2002–2004            |
| France      | Union pour la démocratie française          | 1979–1994            |
| France      | Centre national des indépendants et paysans | 1989–1992            |
| Allemagne   | Parti libéral-démocrate                     | 1979–1984; 1989–1999 |
| Italie      | Parti libéral italien                       | 1979–1989            |
| Italie      | Parti républicain italien                   | 1979–2001            |
| Italie      | Ligue du Nord                               | 1994–1997            |
| Italie      | Les Démocrates                              | 1999–2002            |
| Italie      | Mouvement des républicains européens        | 2001–2004            |
| Italie      | Démocratie est liberté – La Marguerite      | 2002–2004            |
| Luxembourg  | Parti démocratique                          | 1979–2004            |
| Pays-Bas    | Parti populaire libéral et démocrate        | 1979–2004            |
| Pays-Bas    | Démocrates 66                               | 1989–2004            |
| Danemark    | Venstre                                     | 1979–2004            |
| Danemark    | Parti social-libéral danois                 | 1994–2004            |
| Irlande     | Démocrates progressistes                    | 1989–1994            |
| Irlande     | Indépendants                                | 1979–2004            |
| Royaume-Uni | Libéraux-démocrates                         | 1994–2004            |
| Portugal    | Parti social-démocrate                      | 1987–1996            |
| Espagne     | Centre démocratique et social               | 1987–1994            |
| Espagne     | Convergence démocratique de Catalogne       | 1987–2004            |
| Espagne     | Coalition canarienne                        | 1999–2004            |
| Suède       | Les Libéraux                                | 1995–2004            |
| Suède       | Parti du centre                             | 1995–2004            |
| Finlande    | Parti du centre                             | 1996–2004            |
| Finlande    | Parti populaire suédois de Finlande         | 1996–2004            |

## Président
- 1979-1984: Martin Bangemann, Allemagne (FDP)
- 1984-1989: Simone Veil, France (UDF)
- 1989-1991: Valéry Giscard d'Estaing, France (UDF-PR)
- 1992-1994: Yves Galland, France (UDF-Rad)
- 1994-1998: Gijs de Vries, Pays-Bas (VVD)
- 1998-2002: Pat Cox, Irlande (indépendant)
- 2001-2004: Graham Watson, Royaume-Uni (LibDem)